# Александровська Алла Олександрівна
 Александро́вська А́лла Олекса́ндрівна  (нар.7 грудня 1948, Харків) — український проросійський політик. Перший секретар Харківського обкому КПУ. Член Президії ЦК Компартії України (2001—2005). Народний депутат України III, IV, V та VI скликань. Почесні громадяни Харкова (2008). Одна з лідерів харківського антимайдану.

## Життєпис

### Освіта
У 1972 році закінчила літакобудівний факультет Харківського авіаційного інституту (спеціальність — «інженер-механік»). У 1990-х закінчила Харківський міжгалузевий економічний інститут («менеджмент і маркетинг»).

### Діяльність
Після закінчення вузу була направлена на роботу в НВО Електроприлад (тепер — АТ Хартрон). Пройшла шлях від інженера до керівника групи, брала участь у розробці апаратури систем управління ракетно-космічними комплексами. Була в числі розробників бортових приладів ракети-носія Енергія і космічного корабля Буран. Пізніше брала участь у розробці апаратури для систем управління технологічними процесами атомних електростанцій.
У 1990-х двічі була депутатом Харківської обласної ради.
З 1998 по 2002 рік народний депутат ВРУ від КПУ, № 24 в списку. На час виборів: керівник групи АТ «Хартрон» (Харків). Член Комітету з питань паливно-енергетичного комплексу, ядерної політики та ядерної безпеки.
З 14 травня 2002 по 25 травня 2006 народний депутат ВРУ IV скликання від КПУ, № 21 в списку.
- Член Комітету Верховної Ради України з питань паливно-енергетичного комплексу, ядерної політики та ядерної безпеки
- Секретар групи з міжпарламентських зв'язків з Королівством Швеція
- Член групи з міжпарламентських зв'язків з Російською Федерацією
- Член групи з міжпарламентських зв'язків з Республікою Білорусь
- Член групи з міжпарламентських зв'язків з Канадою
- Член групи з міжпарламентських зв'язків з Республікою Ірак

З 25 травня 2006 по 23 листопада 2007 народний депутат ВРУ V скликання від КПУ, № 17 в списку.
- Голова Тимчасової слідчої комісії Верховної Ради України з питань перевірки ситуації із забезпеченням природним газом українських споживачів, розрахунками за поставлений природний газ та можливими порушеннями діючого законодавства на енергетичному ринку України
- Секретар Комітету Верховної Ради України з питань бюджету
- Заступник керівника групи з міжпарламентських зв'язків з Сирійською Арабською Республікою
- Член групи з міжпарламентських зв'язків з Арабською Республікою Єгипет
- Член групи з міжпарламентських зв'язків з Російською Федерацією
- Член групи з міжпарламентських зв'язків з Королівством Швеція
- Член групи з міжпарламентських зв'язків з Республікою Куба

З 23 листопада 2007 по 12 грудня 2012 народний депутат ВР VI скликання від КПУ, № 19 в списку.
- Секретар Комітету Верховної Ради України з питань бюджету
- Секретар Тимчасової слідчої комісії Верховної Ради України з питань перевірки діяльності Національного банку України в період фінансової кризи
- Член Спеціальної контрольної комісії Верховної Ради України з питань приватизації
- Керівник групи з міжпарламентських зв'язків з Сирійською Арабською Республікою
- Член групи з міжпарламентських зв'язків з Республікою Куба

10 серпня 2012 року у другому читанні проголосувала за Закон України «Про засади державної мовної політики». Закон було прийнято із порушеннями регламенту.

## Звинувачення у корупційних діях
У червні 2007 року ЗМІ повідомляли про спробу народного депутата України Алли Александровської, у розпал корпоративного конфлікту, провести на територію ВАТ «Турбоатом» представників групи «Енергетичний стандарт», яку пов'язують з Константином Григоришиним.
Генеральний директор ВАТ «Турбоатом» Віктор Субботін звинувачував народного депутата Александровську в спробі рейдерського захоплення підприємства у інтересах фінансово-промислової групи Григоришина. Телеканал АТН повідомляв про те, що помічник Алли Александровської Олександрівни А. Кортка опротестовувала у суді призначення Субботіна виконуючим обов'язки Генерального директора ВАТ «Турбоатом».

## Участь у проросійських виступах 2014 року
КПУ брала участь у проросійських мітингах у Харкові навесні 2014 року. Зокрема Александровська виступала на цих мітингах.
7 квітня 2014 року, у день спроби проголосити "Харківську народну республіку" Александровська від проросійських сил брала участь в зустрічі ініціативної групи прихильників «федералізації» з представниками місцевої влади. Висувалися вимоги відставки губернатора Ігоря Балути, проведення референдуму про федералізацію і надання російській мові статусу державної.

## Арешт
Була затримана 29 червня 2016 року у Харкові за статтею 110 (посягання на територіальну цілісність України) та статтею 369 (давання хабаря посадовій особі) Кримінального Кодексу України. 16 жовтня 2016 року вона була звільнена, але звинувачення проти неї не знято.
25 березня 2021 року Європейський суд з прав людини виніс остаточне рішення про арешт жінки, в якому зазначив, що українська влада діяла незаконно. Більше того, суд постановив, що Україна повинна сплатити Аллі Александровській протягом трьох місяців 15 600 євро моральної шкоди, а також 3563 євро судових та інших витрат. 